# Antoni Chołodecki
Antoni Innocenty Chołodecki (1855-1922) – polski inżynier kolejnictwa działający na terenie Rosji.

## Życie
Pochodził z polskiej rodziny ziemiańskiej, mieszkającej w pow. żytomierskim na Wołyniu, syn Adama. W 1877 ukończył studia w Instytucie Inżynierów Komunikacji w Petersburgu. Po studiach pracował w Towarzystwie Kolei Południowo-Zachodnich. Najpierw w służbie torowej, później przez wiele lat był szefem działu technicznego. Od 1902 był zastępcą kierownika budowy linii kolejowej Wołogda-Wiatka, a następnie naczelnym inżynierem przy budowie linii astrachańskiej kolei Riazań-Ural. Autor wielu opracowań dotyczących taboru kolejowego. W 1888 opracował metodę obliczania ścieżki pod połączonym działaniem sił pionowych i poziomych. W swojej pracy Исследование влияния внешних сил на верхнее строение железнодорожного пути: научная литература (Badanie wpływu sił zewnętrznych na nawierzchnię toru kolejowego”  wyznaczył moment zginający z działania układu sił na szynę. Uczestniczył również w próbach wytrzymałościowych produkowanych w Rosji parowozów. Jego działalność naukowa umożliwiła rozwiązanie wielu problemów związanych z projektowaniem rozstawu szyn, miało to ogromne znaczenie praktyczne i wpłynęły na dalszy rozwój kolejnictwa. Członek Rosyjskiego Towarzystwa Technicznego oraz Wydziału Techniczno-Budowlanego Kijowskiego Towarzystwa Technicznego.

### Prace Antoniego Chołodeckiego
Książki:
- Исследование влияния внешних сил на верхнее строение железнодорожного пути: научная литература, Киев 1897,
- К вопросу о влиянии скорости и неправильного вида колес на динамические прогибы рельсов, Петроград 1915

Artykuły:
- Об износе железнодорожных рельсов в зависимости от напряжений, проявляющихся в них при действии подв, 1888
- Нормальный тип стрелки Юго-западных железных дорог и основания расчета и конструкции ее (1889)
- Проект рельса весом 27 фнт. в 1 пог. фт., 1889,
- О влиянии подвижной нагрузки на службу рельсов в связи с химическими и механическими свойствами посл'..., 1893
- Исследование влияния подвижной нагрузки на службу рельсов, 1894
- Основания расчета и конструкции стрелок, крестовин и переводов, 1896
- Исследование влияния внешних сил на верхнее строение железнодорожного пути, 1897-1898
- Теория изгиба балок на упругих плоскостных опорах, 1900
- Упрощенная формула виртуальной длины для магистралей, 1902